# تواصل غير كلامي
التواصل غير الكلامي أو غير اللفظي أو غير الملفوظ هو عملية التواصل من خلال إرسال واستقبال رسائل بدون كلمات بين الأشخاص. قد يتم إرسال تلك الرسائل من خلال التعابير أو اللمس أو من خلال لغة الجسد أو تعابير الوجه أو التقاء العيون. من الممكن أيضا نقل الرسائل غير الكلامية أو اللفظية من خلال وسائط مادية مثل الملابس وشكل الشعر أو العمارة. كما يحتوي الكلام عادة على عناصر لا لفظية يطلق عليها اسم لغة جانبية، مثل جودة الصوت، التواتر، علو الصوت، وطريقة الكلام واللحن وطبقة الصوت. كما أن للنصوص المكتوبة عناصر تواصل لالفظية مثل طراز الكتابة، الترتيب الفراغي للكلمات، أو ترتيب النص في الصفحة.
التواصل غير الملفوظ الذي غالبا ما يشار إليه بالسلوك غير الملفوظ أو لغة الجسد هو وسيلة لنقل المعلومات – مثل الكلام الملفوظ تماما - عدا أن هذه المعلومات يتم نقلها من خلال تعبيرات الوجه، والإيماءات، واللمس، والحركات الجسدية، ووضعية الجسد، والمظهر الخارجي وحتى من خلال نبرة ونغمة ومستوى صوت الشخص. والسلوكيات غير الملفوظة تمثل تقريبا من 60 إلى 65 بالمائة من التواصل بين الأشخاص.
تعريف التواصل غير اللفظي: هو رسائل التواصل الموجودة في الكون الذي نعيشه، ونتلقاها عبر حواسنا الخمس، ويتم تداولها عبر قنوات متعددة، وتشمل كل الرسائل التواصلية حتى تلك التي تتداخل مع اللغة اللفظية والتي تعتبر من ضمن بينتها. وتتجلى رسائل التواصل غير اللفظي عبر سلوك العين، وتعبيرات الوجه، والإيماءات، وحركات الجسد، وهيئة الجسد وأوضاعه، والشم، واللمس، والذوق، والمسافة، والمظهر، والمنتجات الصناعية، والصوت، والوقت ومفهوم الزمن، وترتيب البيئة الطبيعية والصناعية.
ويستخلص من هذا التعريف الملاحظات التالية:
1. شمولية التواصل غير اللفظي: فهو يشمل جزءا كبيرا من الرسائل التواصلية المنتجة ضمن سياقات التواصل الإنساني؛ ولغات الكائنات الحية الأخرى؛ وجزءا كبيرا من التواصل بين الإنسان والآلة؛ وكل الرسائل الوجودية الصادرة عن عناصر الكون الأخرى.
2. كل الحواس الخمس لها نصيب في تلقي وتمرير المنبهات غير اللفظية إلى الدماغ ليتم إدراكها كرسائل تواصلية.
3. إن التقسيم الإجرائي بين التواصل اللفظي وغير اللفظي لا يمنع تغوّل هذا الأخير على حدود الأول سواء بقي في شكل ملفوظ-مسموع أو تم تقديمه في شكل مكتوب-مرئي.
4. تشمل قنوات التواصل غير اللفظي لغة الجسد ونشاط الأعضاء الحسية والمنتجات الصناعية والإدراك الوجودي المتمثل في التعاطي مع المكان والزمان والمسافة.[2]

## أهمية التواصل غير الكلامي
يعتقد بشكل واسع بأن التواصل غير الكلامي يشكل حوالي ثلثي كمية التواصل بين شخصين أو بين شخص ومجموعة أشخاص. هناك الكثير من العناصر التي يتضمنها التواصل غير الكلامي ومنها التعابير الفيزيائية، تعابير الوجه الإرادية واللاإرادية والفضاء المستخدم عند التواصل مع الآخرين. قد يؤدي عدم توافق الرسالة اللفظية مع لغة الجسد إلى إيصال رسالة خاطئة للمتلقي. يؤدي التواصل غير الكلامي عادة إلى تقوية الانطباع الأول في الكثير من الحالات مثل اللقاء الأول للشريك أو مقابلة الحصول على عمل، حيث عادة يكون الوقت اللازم لترك انطباع جيد أقل من عشر ثواني ويقرب من أربع ثواني.

## تاريخ
كانت أول دراسة علمية للتواصل غير الكلامي هي من أعمال تشارلز داروين في كتابه التعابير والمشاعر للإنسان والحيوان. حيث ذكر بأن جميع الثدييات تستخدم نوع من التعابير على وجهها.

## وضعية الجسم
تعبر قامة أو وضعية جسم الإنسان عن الكثير من الرسائل. حيث من الممكن لوضعية لجسم الإنسان أن تعبر عن درجة انتباه الشخص أو انخراطه في الحديث مع الآخرين.

## الملابس
تعد الملابس هي الوسيلة الأكثر شيوعا من ضمن وسائل الاتصال غير الكلامي. حيث يعبر شكل الملابس التي يرتديها الشخص بشكل لالفظي عن شخصيته، خلفيته، وحالته المادية، وكيف سيستجيب الآخرين لها. حيث قد تعطي التنانير القصير انطباعا عن المرأة بأنها غير قابلة للتقرب منها، أو أن شخص ذو ملابس رثة وشعر غير مرتب قد يعطي انطباع بأنه قليل الاكتراث.

## إشارات الجسد
من الممكن رسم إشارات الجسد بواسطة الأيدي، الجسم، الرأس، الوجه، أو العيون. من أشهر إشارات الجسد هو التلويح باليد كإشارة للترحيب في الثقافات الغربية. كما قد تأخذ إشارات الجسد معاني مختلفة على اختلاف الثقافة، وقد يؤدي استخدام إشارة جسد ملائمة في ثقافة ما إلى نتيجة عكسية تماما في ثقافة أخرى.

## المورثات
تعتبر المورثات هي الحقل الأصعب في دراسة التواصل غير الكلامي، لكن هناك أدلة تشير إلى أن التواصل غير الكلامي بين الأشخاص لا يعتمد بالكامل على البيئة. فمثلا يميل سبعة من عشر أشخاص عادة إلى وضع اليد اليسرى فوق اليمنى عند عقد الذراعين فوق الصدر. بالإضافة إلى ذلك فإن عوامل متعلقة بالمورثات مثل لون العيون، لون الشعر وطول القامة تعبر عن رسائل لالفظية مختلفة.

## الفضاء الفراغي في التواصل
عادة عندما يتكلم شخصان يفضل كل منهما البقاء ضمن حيز مكاني خاص به. حيث تؤثر المسافة الكائنة بين المرسل والمتلقي عادة على طريقة تفسير الرسالة المنقولة. كما أن استخدام الفراغ والمسافة بين المتحادثين يختلف بشكل كبير بين الثقافات.

## الزمن في التواصل
عادة ما يؤثر الزمن واستخدامه في الحديث والتفاعل على شكل التواصل. يشمل استخدام الزمن، تقبل الآخرين للانتظار وسرعة الكلام، والقدرة على الاستماع لحديث طويل.

## اللمس
من الممكن تصنيف اللمس والحركات بين الأشخاص على أنها طريقة للتواصل مثل المصافحة، مسك الأيدي، التقبيل، التربيت على الأكتاف وغيرها. كما قد يتضمن اللمس عمليات اللمس الذاتي مثل اللعق، الحمل والحك. تختلف معاني اللمس بين الأشخاص بشكل كبير مع اختلاف الثقافة، مضمون الحديث والعلاقة بين الأشخاص المتواصلين ولباقة عملية اللمس.

## القدم والساق
القدم هي أكثر أجزاء الجسم صدقاً، فهي الجزء الذي يكشف المقاصد الحقيقية للشخص، وبالتالي يكون مكاناً رئيسيا للبحث عن الإشارات غير الملفوظة التي تعكس بدقة ما تفكر فيه. 
عند قراءة لغة الجسد، معظم الأشخاص يبدأون بملاحظة الجزء الأعلى من جسد الشخص (الوجه) ثم يحولون طريقهم للأسفل. بالرغم من حقيقة أن الوجه هو الجزء الوحيد من الجسد الذي يستخدم غالبا للتحايل وإخفاء العواطف الحقيقية لأن ذلك ما تعودنا عليه منذ الطفولة المبكرة حيث يجبرنا آباؤنا -والمجتمع– في الأساس على أن نخدع، نختبئ، ونكذب بوجهنا من أجل الانسجام الاجتماعي.

### الأقدام السعيدة
هي أقدام وسيقان تهتز أو تتحرك في فرح، عندما يظهر الأشخاص فجأة أقدامهم بهذه الطريقة خاصة إذا حدث ذلك مباشرة بعد سماعهم أو رؤيتهم لشئ ما ذا أهمية فهذا لأن ذلك الأمر قد أثر فيهم بطريقة عاطفية إيجابية. الأقدام السعيدة هي تصريح واضح، وإشارة إلى أن الشخص يشعر بأنه يحصل على ما يريد أو إنه في موقف مميز سيمكنه من الحصول على شئ ذو قيمة.
وكما هو الأمر مع جميع السلوكيات غير الملفوظة يجب تفسير حركة القدم السعيدة طبقا للموقف لتحديد إذا ما كانت تمثل تصريحا حقيقيا أو مجرد سلوك اضطرابي مفرط. وقد يدل أيضا تحريك الأقدام والسيقان على نفاذ الصبر والحاجة إلى تعجيل الأشياء.

### إتجاه القدم
نحن نميل إلى التوجة للأشياء التي نحبها أو تكون مقبولة بالنسبة لنا، وهذا يتضمن الأفراد الذين نتعامل معهم. ونستطيع استخدام هذه المعلومات في تحديد إذا ما كان الآخرون سعداء لرؤيتنا أم أنهم يفضلون أن نتركهم بمفردهم. فعندما تتحدث مع شخص ما وتلاحظ أنه يحرك أقدامه بعيدا عنك تدريجيا أو بطريقة مفاجئة، فاعلم أن هذه المعلومات أحيانا تكون إشارة إلى أن الشخص متأخر عن موعد ومضطر للذهاب بالفعل، في أحيان أخرى يكون ذلك إشارة إلى أن الشخص لم يعد يريد أن يكون معك، ومن المحتمل أن تكون قلت شيئا كريهاً أو قمت بعمل شئ مزعج. ويعتبر هذا السلوك إشارة إلى أن الشخص يريد الرحيل ومع ذلك فالأمر متروك للظرف المحيطة بالسلوك لتحديد لماذا يتوق هذا الشخص للذهاب.

### اليدين على الركبتين
هي تلك الحركات المرتبطة بشخص يريد ترك موقعه الحالي. إذا كان الشخص يجلس واضعا كلتا يديه على ركبتيه مع إحكام قبضته على الركبتين فهذة إشارة واضحة إلى أنه مستعد في عقله لإنهاء المقابلة والرحيل. وغالبا ما تتبع إشارة اليدين على الركبتين بميل الجذع للأمام أو تحول الجزء السفلى من الجسد نحو حافة المقعد.

### القدم المقاومة للجاذبية
عندما نكون سعداء ومنفعلين، نمشي وكأننا نحلق في الهواء. يبدو أن الجاذبية لا تمثل أي عائق للذين يشعرون بالإثارة. فعندما نكون متحمسين لشيء ما أو نشعر بالإيجابية الشديدة تجاه ظروفنا، نميل إلى أن نقاوم الجاذبية من خلال القيام ببعض الأشياء مثل التأرجح صعودا ونزولا على أطراف أقدامنا أو نمشي بقليل من التمايل في خطواتنا، فمثلا: عندما تشاهد رجلا لا تعرفه يتحدث في هاتفه الخلوي وبينما يستمع تغيرت وضعية قدمه اليسرى، التي كانت مستوية على الأرض، ظل كعب القدم على الأرض، بينما تحرك الجزء الأمامي من الحذاء لأعلى، وبالتالي كانت أطراف أصابعه تشير للأعلى، فإن هذا السلوك المقاوم للجاذبية يمكن أن يُفسر بسهولة ليعني أن هذا الرجل قد سمع لتوه شيئا إيجابيا.

### حاجتنا للمسافة
تعتبر ملاحظة سلوك القدم والساق مهمة للغاية خاصة عندما تقابل أشخاص للمرة الأولى. فقد تظهر المزيد عن شعورهم تجاهك. فعندما تقابل شخصا للمرة الأولى، انحني بطريقة مناسبة، ثم صافح بود (معتمدا على المعايير الثقافية المناسبة للموقف)، ثم قم باتصال جيد بالعينين، ثم تراجع خطوة للخلف وشاهد ما سيحدث بعد ذلك. من المحتمل أن تقع واحدة من الاستجابات الثلاث التالية:
- سيظل الشخص في مكانه، ويجعلك هذا تعرف أنه يشعر بارتياح تجاه هذه المسافة.
- سيتراجع الشخص خطوة للوراء أو يبتعد قليلا، الأمر الذي يجعلك تعرف أنه يريد المزيد من المسافة أو يريد أن يكون في مكان آخر.
- سيتقدم الشخص خطوة بالقرب منك، وهذا يعني أنه يشعر بالراحة والانسجام معك.

لا تشعر بأي إهانة بسبب سلوك الشخص لأنك ببساطة تستغل تلك الفرصة لترى حقيقة شعوره تجاهك.

## الجذع
الأوراك، البطن، الصدر، والأكتاف، والتي تعرف مجتمعة باسم الجذع. وهو يمثل السكن لكل الأعضاء الداخلية الحيوية مثل القلب، والرئتين، والكبد، والقناة الهضمية لذلك يمكن أن يبدو سريع التأثر وعرضة للانهزام، وما المتوقع أن المخ سيسعى لحماية تلك المنطقة بحذر لدى تعرضها لأي تهديد. خلال أوقات الخطر، سواء كان خطرا حقيقيا أو حسيا، يوجه المخ باقي الجسد لحماية تلك الأعضاء المهمة بطرق تتراوح بين التصاف بالدقة والوضوح.

### ميل الجذع
مثل معظم أجزاء جسدنا، يستجيب الجذع إلى الأخطار الحسية من خلال محاولة إبعاد نفسه عن أي شيء مثير للقلق أو غير مرغوب فيه. فعندما يُلقى علينا شيء، يرسل العقل إشارات للجذع للابتعاد عن هذا التهديد فورا. وبطريقة مماثلة، عندما يقف الفرد إلى جوار شخص بغيض أو شخص لا يحبه. سيميل جذعه بعيدا عن هذا الشخص. ونحن لا نبتعد عن الأشخاص الذين يشعروننا بعدم الراحة، بل قد نتحرك ببطء أيضا حيث نبتعد بدرجات بعيدا عما لا يبدو مقبولا لنا أو ما نكرهه. 
إن الابتعاد يحدث في بعض الأحيان على نحو مفاجيء أو بدقة؛ مجرد تحويل زاوية الجسم لدرجات قليلة يعتبر كافيا للتعبير عن شعور سلبي. على سبيل المثال، الأزواج الذين يبتعدون عن بعضهم البعض عاطفيا سيبدأون أيضا في الابتعاد جسديا. لا تتلامس أيديهم كثيرا، وتتجنب أبدانهم أحدها الآخر. عندما يجلسان جنبا إلى جنب، سيبتعدون عن بعضهم، ويخلقون مساحة سكون بينهم، وعندما يجبرون على الجلوس إلى جانب بعضهم، كما يحدث عند الجلوس في الجزء الخلفى من السيارة، فإنهم سيستديرون فقط نحو أحدهم الآخر برؤوسهم، وليس بأجسامهم.

### مواجهة شخص عند الحديث
يعتبر الجانب البطني (الأمامي) حيث توجد أعيننا، وفمنا، وصدرنا، وأثداؤنا حساسا للغاية للأشياء التي نكرهها. عندما تكون الأشياء جيدة، نعرض أجزاءنا الأمامية تجاه ما نفضل، بما في ذلك الأشخاص الذين يجعلوننا نشعر بأننا بحالة طيبة. عندما تكون الأشياء سيئة للغاية تتغير العلاقات، أو حتى عند مناقشة موضوعات نبغضها، سنرفض المواجهة بمنطقة البطن، من خلال التحول أو الابتعاد. وهذا هو سبب ابتعادنا على الفور وبدون وعي عندما يظهر شخص لا نحبه ويحاول الاقتراب منا في حفل ما.

عكس رفض المواجهة بمنطقة البطن هو قبول تلك المواجهة. نحن نظهر جوانبنا البطنية لمن نحبهم عندما يجرى أطفالنا حولنا للحصول على عناق، نحرك الأشياء، حتى أذرعنا، بعيدا عن الطريق حتى نستطيع منحهم طريقة الوصول إلى جوانبنا البطنية. نواجه الأشخاص بهذا الجانب لأن هذه هي المنطقة التي نشعر فيها بالدفء والراحة. وبطريقة مماثلة، نظهر الراحة من خلال استخدام جذعنا وأكتافنا للميل في اتجاه الشيء الذي نفضله. في الصف الدراسي، ليس نادرا أن ترى الطلاب يميلون باتجاه مدرس مفضل دون أن يدركوا أنهم ينحنون للأمام، خارج مقعدهم تقريبا، متمسكين بكل كلمة. هذا السلوك غير الملفوظ يدل على أنهم معجبون به.

### هز الكتفين
الهز الكامل والطفيف للكتفين يمكن أن يعني الكثير بحسب السياق. عنما يسأل المدير أحد الموظفين: «هل تعرف أي شيء عن شكوى هذا العميل؟» ويجيب الموظف «كلا» بينما يهز كتفيه بدرجة بسيطة، فهذا يعنى على الأرجح أن المتحدث ليس صادقا فيما يقول. الإجابة الصادقة والحقيقية سوف تتسبب في ارتفاع الذراعين بحدة وبدرجة متساوية. توقع أن يبدي الناس هزات كاملة (مرتفعة) للأكتاف عندما يدعمون بثقة ما يقولون.

### سلوك التنفس
عندما يكون الشخص قلقا، يمكن رؤية الصدر يرتفع أو يتمدد وينقبض بسرعة. يرتفع صدر الشخص لأن الدماغ يقول: «مشكلة محتملة – ضاعف من استهلاك الأوكسجين في حالة اضطرارنا للهرب أو القتال فجأة!»، عندما ترى هذا المثال من السلوك غير الملفوظ بطريقة مختلفة لدى شخص سليم، ينبغى عليك أن تفكر مليا لماذا يشعر هذا الشخص بالقلق.

### رفع الكتفين
بالحديث عن الأكتاف، انتبه للشخص الذي يحرك جسده بينما يتحدث أو نتيجة استجابة لحدث سلبي، وبالتالي تبدأ الأكتاف في الارتفاع قليلا نحو الأذنين بطريقة تجعل الرقبة تبدو كأنها مختفية. الفعل الأساسي هنا هو ارتفاع الأكتاف ببطء، إن الشخص الذي يظهر لغة الجسد هذه يحاول بصفة أساسية أن يجعل رأسه يختفي، مثل السلحفة. هذا الشخص تنقصه الثقة ويشعر بقلق شديد.

### تجريد البدن
في مشاجرات الشوارع، سوف يتجرد الأشخاص الذين يستعدون للهجوم من ثيابهم-إزالة شيء من الملابس مثل قميص أو قبعة، ولا أحد يعرف ما إذا كان يتم القيام بذلك ببساطة لثني عضلات الشخص أو لحماية الملابس التي تم التجرد منها، على أية حال، إذا كان ينبغي عليك أن تدخل في مناقشة مع شخص ونزع قبعته، أو نظارته، أو قميصه، أو أي شيء آخر من الملابس، من المحتمل أن يكون هناك شجار وشيك الحدوث.

### تمدد الجذع
يعتبر التمدد على أريكة أو مقعد علامة طبيعية على الراحة، وعلى الرغم من هذا، لدى مناقشة الأمور الجادة، يعتبر التمدد سلوكا يظهر السيطرة المكانية أو السيادة. غالبا ما يجلس المراهقون، بصفة خاصة، ممددين على مقعد أو منضدة، كطريقة غير ملفوظة للتعبير عن السيطرة على البيئة المحيطة بينما يتم توبيخهم من قبل والديهم. سلوك التمدد هذا سلوك قليل الاحترام ويظهر عدم الاكتراث بمن يتولى الأمر.

## الذراع
أثناء ملاحظة إشارات الراحة، أو القلق، أو الثقة، أو أية مظاهر أخرى للشعور، تعمل الأذرع بطريقة جيدة كمرسلات شعورية.

منذ الوقت الذي بدأ فيه أسلافنا الأوائل المشي بطريقة مستقيمة، كانت الأذرع حرة لتستخدم بطرق واضحة. إن أذرعنا قادرة على حمل الأثقال، وتوجيه الضربات، والإمساك بالأشياء، ورفعنا عن الأرض، إنها انسيابية وسريعة الحركة وتمدنا باستجابة أولية رائعة لأى خطر خارجي، خاصة عندما تستخدم بطريقة تتوافق مع الأطراف السفلية. إذا ألقى شخص شيئا ما علينا، ترتفع أذرعنا لاعتراضه. بطريقة غريزية ودقيقة تعتبر أذرعنا، مثل أقدامنا وسيقاننا، تفاعلية للغاية وموجهة بشدة لحمايتنا حيث إنها سترتفع لتدافع عنا حتى عندما يكون القيام بذلك أمرا غير منطقى أو غير حكيم. كل مرة تضم فيها ذراعك- خاصة إذا اصطدم بشيء حاد- فكر أنها قد تكون قامت بحماية بدنك للتو من ضربة مميتة محتملة.

ولأن أذرعنا- مثل أقدامنا- مصممة لتساعد على بقائنا، يمكن الاعتماد عليها في إظهار المشاعر أو المقاصد. وبالتالي، على عكس الوجه المتقلب والمخادع، تمدنا الأطراف العليا بإشارات غير ملفوظة ثابتة والتي يمكن أن تصور بصورة دقيقة ما نفكر فيه، أو نشعر به، أو ننوى القيام به- نحن ومن حولنا.

### الأذرع المقاومة للجاذبية
تعتبر الدرجة التي نحرك بها أذرعنا دليلا مهما ودقيقا على سلوكياتنا ومشاعرنا. يمكن أن تتدرج تلك الحركات بدءًا من الحركات المقيدة (المحصورة أو المكبوحة)وصولا إلى الحركات المليئة بالحيوية (العفوية أو الصريحة). عندما نكون سعداء أو مسرورين، تتحرك أذرعنا بحرية، وبابتهاج أيضا. راقب الأطفال في لعبهم، ستجد أن أذرعهم تتحرك بيسر بينما يتحدثون. ستراهم يشيرون، ويومئون، ويمسكون، ويرفعون الأشياء، ويتعانقون، ويلوحون.
عندما نشعر بالإثارة، لا نقيد حركات أذرعنا، بل في الحقيقة، يكون لدينا ميل طبيعي لمقاومة الجاذبية ورفع أذرعنا فوق رؤوسنا. تعتبر السلوكيات المقاومة للجاذبية مرتبطة بالمشاعر الإيجابية. عندما يشعر شخص بالسعادة أو الثقة، فإنة يؤرجح ذراعيه بطريقة إيجابية، مثلما يحدث أثناء المشي. الشخص القلق هو من يقيد ذراعيه بطريقة لا شعورية ويبدو غير قادر على مقاومة ثقل الجاذبية.

تلك الاستجابة ليست صادقة فحسب، ولكنها تحدث في الوقت المناسب. نحن نقفز ونرفع أذرعنا في الهواء اللحظة التي يتم فيها تسجيل الهدف، أو تتدلى أكتافنا وأذرعنا عندما يكون قرار الحكم ضدنا. تلك السلوكيات المرتبطة بالجاذبية تنقل المشاعر بدقة وفي نفس لحظة تأثرنا بها. علاوة على ذلك يمكن أن تكون تلك المظاهر الجسدية معدية، سواء كانت في ملعب كرة القدم، أو حفلة لموسيقى الروك، أو في اجتماع للأصدقاء المفضلين.

### تراجع الذراع
عندما نكون غاضبين أو خائفين، نسحب أذرعنا. في الحقيقة، عندما نشعر بالإهانة أو التهديد أو الظلم أو القلق، نضع أذرعنا جانبا أو نعقدها أمام صدورنا. هذا أسلوب للبقاء يساعد على حماية الفرد لدى الشعور بخطر حقيقي أو وشيك. على سبيل المثال، انظر إلى الأم القلقة على ابنها عندما يلعب مع أطفال أكثر خشونة. قد تطبق ذراعيها أو تعقدهما على بطنها. سترغب في التدخل ولكنها تتوقف جانبا وتمنع نفسها من خلال الإمساك بذراعيها، آملة أن ينتهى اللعب دون أذى.
عندما يتنافس شخصان، قد ينشغل كلاهما في سلوك تراجع الذراع هذا. الذي يعتبر سلوكا وقائيا للغاية وقد لا يدركه أي من الطرفين. هذا التقييد له قيمة في البقاء، فهو يحمي الجسد بينما يقدم وضعا غير مثير للغضب. في الحقيقة، إنهم يحملون أنفسهم على الرجوع للخلف، حيث إن بسط أذرعهم قد يفسر على أنه محاولة لمهاجمة أو إيذاء الطرف الآخر، متسببا في حدوث مشاجرة.

لا يساعدنا تقييد الذات فقط على التعامل مع الآخرين ولكن أيضا على التعامل مع أنفسنا عندما نحتاج إلى أن نشعر بالراحة. على سبيل المثال، غالبا ما يتسبب الأذى أو الألم الذي نشعر به في منطقة لجذع أو الذراعين في تقييد حركة الذراع في محاولة لتهدئة النفس. قد نوجه أذرعنا نحو منطقة الجسد التي نشعر فيها بالألم. إذا سبق وواجهت ألما معويا شديدا، من المحتمل أن تكون قد قمت بتوجيه ذراعيك نحو بطنك لتشعر بالراحة، وفي مثل تلك اللحظات، لا تتحرك الأذرع للخارج، حيث يطلب منها العقل أن تلبي احتياجاتنا وتبقى بهذه المنطقة.

### سلوكيات الذراع المتعلتة بالسيادة المكانية
بالإضافة إلى استخدام الذراعين لحمايتنا أو إبعاد الآخرين، يمكن استخدامها أيضا لتعيين حدود. ترى تلك السلوكيات المتعلقة بالمكان في غرفة الاجتماعات أو اللقاءات حيث سينشر شخص واحد أدواته ويستخدم مرفقيه للسيطرة على جزء كبير من طاولة الاجتماع على حساب الآخرين. تعتبر المساحة التي تمتلكها، في الحقيقة، دليل على القوة. يمكن أن يكون لطلب السيادة المكانية نتائج قوية للغاية وسلبية-على المدى القريب والبعيد- ويمكن أن تتدرج النزاعات الناتجة من الأصغر للأكبر. تشمل النزاعات المكانية كل شى بدءًا من أمر سطحي في قطار أنفاق مزدحم إلى الحرب بين الأرجنتين وبريطانيا حول جزر فوكلاند. إن سلوكيات السيادة المكانية مهمة بالنسبة لنا، وتساعد أذرعنا في تأكيد سيادتنا على الآخرين الذين نتفوق عليهم في هذا الصدد.
لاحظ كيف يطالب الأشخاص الواثقون من أنفسهم والذين يتمتعون بمكانة اجتماعية مرموقة بالمزيد من المساحة أكثر من غيرهم ممن هم أقل ثقة، ومكانة اجتماعية. على سبيل المثال، قد يضع الرجل المسيطر ذراعه حول المقعد ليجعل الجميع يعرفون أنه ملكه، علاوة على ذلك، بالنسبة «لسلوكيات المائدة»، عليك أن تدرك أن الأشخاص أصحاب المكانة الاجتماعية المرموقة سيطالبون عادة بالمزيد من المساحة بقدر الإمكان وذلك بمجرد جلوسهم، باسطين أذرعهم أو أشياءهم (حافظة أوراق، حافظة نقود، أوراق) على الطاولة. إذا كنت موظف جديد بإحدى المؤسسات، لاحظ هؤلاء الأشخاص الذين يستخدمون أدواتهم الشخصية أو أذرعهم للمطالبة بجزء أكبر من المكان أكثر من الآخرين. حتى على طاولة الاجتماعات، فإن المساحة تساوى القوة والمنزلة الاجتماعية؛ لذلك كن منتبها، لهذا السلوك الغير ملفوظ واستخدامه لتقدير المنزلة الاجتماعية الحقيقية أو المعنوية لشخص ما. وبالتالي فإن الشخص الذي يجلس على طاولة الاجتماعات ومرفقاه على خصره وذراعاه بين ساقيه يرسل رسالة تدل على الضعف وقلة الثقة.

### وضع اليدين على الخصر
هذه أحد السلوكيات المكانية المستخدمة لتأكيد السيطرة ولتظهر السلطة باسم اليدين على الخصر. يستلزم هذا السلوك غير الملفوظ ثني الشخص لكلتا ذراعيه لتأخذ شكل حرف v حيث تكون يداه موضوعتين (مع وضع أصابع الإبهام للخلف) على الأوراك. راقب زى ضباط الشرطة أو الموظفين العسكريين عندما يتحدثون إلى أحدهم الآخر. دائما ما يقومون بوضع اليدين على الخاصرة. على الرغم من أن ذلك جزء من تدريبهم الرسمي، فإنه لا ينعكس جيدًا على حياتهم الخاصة. ينصح الموظفين العسكريون الذين يتركون الخدمة للدخول إلى عالم رجال الأعمال بتلطيف تلك الصورة حتى لا يظهروا بشكل متكلف للغاية. التقليل من وضع اليد على الخاصرة يمكنه التخفيف من حدة السلوك العسكري الذي يعتبره المدنيون مثيرا للقلق.
بالنسبة للنساء، قد يكون للذراعين، ووضع اليد على الخاصرة استخدام خاص. لقد علمت المدراء من النساء أن ذلك يعتبر سلوكا غير ملفوظ قويا يمكن أن يستخدموه لدى مواجهة الذكور في غرفة الاجتماعات. إنها طريقة فعالة لأى شخص، خاصة للمرأة، لإظهار أنها تصمم على رأيها، وواثقة من نفسها، ورافضة أن تتم مضايقتها. في أحوال كثيرة تدخل النساء الشابات محل العمل ويتعرضن للمضايقة بشكل غير ملفوظ من قبل الذكور الذين يصرون على الحديث معهم وأياديهم على خاصراتهم كسلوك لإظهار السيطرة المكانية.

تقليد هذا السلوك- أو استخدامه أولا- يساعد على تمهيد الملعب للنساء عندما يكن غير مستعدات للاتصاف بالحزم. يعتبر وضع الذراعين على الخاصرة طريقة جيدة للتصريح بأن هناك «أمورا» أو «أشياء ليست على ما يرام» أو للتصريح بتلك الرسالة: «أنا مصمم على رأيي»

هناك أشكال متنوعة للوضع التقليدي للذراعين الموضوعين حول الخاصرة (والذي يتم عادة عندما تكون اليدان على الأوراك وأصابع الإبهام موجهة ناحية الظهر) والذي توضع فيه اليدان على الأوراك، ولكن أصابع الإبهام تكون موجهة للأمام. تتم رؤية هذا السلوك غالبا عندما يشعر الناس بالفضول، وبالقلق في الوقت نفسه. قد يتعاملون مع موقف ما وهم واضعون أذرعهم على خاصرتهم (أصابع الإبهام للأمام، اليدين على الأوراك، والمرفق للخارج) لتقدير ما يحدث ثم يديرون أيديهم «لتكون أصابع الإبهام للخلف» لتأسيس وقفة اهتمام أكثر سيطرة إذا تطلب الأمر.

### وضع السيطرة
غالبا، سيستخدم الأشخاص أذرعهم من أجل التأكيد على مسألة معينة والمطالبة بالسيادة المكانية. يحدث ذلك كثيرا أثناء المحادثات حيث يكون الناس مختلفين حول قضية ما. في اجتماعات العمل، من المحتمل أن يكون المتحدث الذي يأخذ (ويحافظ على) مساحة أكبر، أكثر ثقة بالنسبة لما تتم مناقشته. يعتبر بسط الذراعين واحدا من السلوكيات غير الملفوظة ذات الدقة العالية لأنها سلوكيات عصبية في أصلها وتصرح بالآتي: «أنا واثق من نفسي»، في المقابل، لاحظ كيف يسرع الشخص الذي يبسط ذراعيه على مقعد آخر في ضم ذراعيه جانبا عندما يتم سؤاله عن شيء يجعله يشعر بعدم الراحة.

### الأذرع بوصفها قنوات نقل للعاطفة
يحتاج الأطفال إلى أن يتم لمسهم برقة حتى يستطيعوا أن يكبروا وهم يشعرون بالأمان والرعاية، ولكن حتى البالغين يستطيعون أن يستخدموا المعانقة الجيدة من وقت لآخر. أقدم على معانقة الآخرين كثيرا لأن المعانقة تنقل الاهتمام والعاطفة بطريقة أكثر فاعلية من الكلمات.

وعلى الرغم من أن ذلك العناق القوي والفعال قد يساعدك على كسب التأييد أو التواصل بفاعلية مع الآخرين، إلا أن البعض قد يراه كتطفل غير مرغوب فيه وتعد على مساحتهم الشخصية.وفى هذا العصر المليء بالخلافات –حيث يمكن إساءة فهم العناق حسن النية بشكل خاطيء- يجب أن يكون المرء حذرا لئلا يقدم هذا العناق عندما لا يكون مرغوبا فيه. كالمعتاد، الملاحظة والتفسير الدقيق لسلوك الأشخاص بينما تتفاعل معهم سيكون دليلك الأفضل على مدى ملاءمة أو عدم ملاءمة العناق في أي ظرف.

## التواصل غير اللفظي والعلوم الأخرى
لقد أصبح التواصل غير اللفظي علما يدرس منذ منتصف القرن الماضي، وقد ساهمت فيه عدة علوم، أبرزها: علم النفس والاجتماع والأنثروبولوجيا واللغة والفنون والتاريخ والسلوك الحيواني والكيمياء والأحياء والفيزياء والحاسوب، وعلم التواصل.

## استخدامات التواصل غير اللفظي
للتواصل غير اللفظي عدة استخدامات في الحياة العامة: كالسياسة، والتعليم، والاقتصاد والأعمال، والدراما والفنون، والطب، والسياحة، والتحقيقات القضائية...؛ أما في الحياة الخاصة، فيتم اتخاذه كوسيلة تواصل رئيسة عند الصم البكم، والتواصل الفعال مع الذات، والمحافظة على الصداقات، والمحافظة على العلاقات الزوجية وتطويرها، والتواصل مع الغرباء.

## اقرأ أيضاً
- تواصل كلامي
- تحديق
- كفاءة ما بعد الاتصال
- تنظيم الوقت
- انعكاس (سلوك)